# عناق الأرض (نجم)
النجم عناق الأرض أو غاما المرأة المسلسلة γ Andromedae اسمه التقليدي Almak مشتق من اسمه العربي «عناق الأرض» (desert lynx). وهو ثالث ألمع نجم في كوكبة المرأة المسلسلة، بعد سرة الفرس Sirrah والمراق Mirach (الأسماء الأجنبية مأخوذة عن العربية.
اكتشف يوهان توبياس ماير سنة 1788 أن عناق الأرض هو نجم مزدوج ويفصل بين النجمين (غاما 1) و (غاما 2) 10 ثواني قوسية